# 3835 Korolenko
3835 Korolenko è un asteroide della fascia principale. Scoperto nel 1977, presenta un'orbita caratterizzata da un semiasse maggiore pari a 2,6731215 UA e da un'eccentricità di 0,1556441, inclinata di 12,60845° rispetto all'eclittica.